# Synodontis grandiops
Synodontis grandiops är en afrikansk fiskart i ordningen malartade fiskar som förekommer i Burundi, Kongo-Kinshasa och Tanzania. Den är främst nattaktiv och kan bli upp till 11,1 cm lång.